# Людовика Кароліна Радзивілл
Людовика Кароліна Радзивілл (пол. Ludwika Karolina Radziwiłł; 27 лютого 1667, Кенігсберг — 25 березня 1695, Бжег) — литовська меценатка, княгиня з роду Радзивілів, дочка Богуслава Радзивілла й Анни Марії Радзивілл. Праправнучка Єремії Могили.

## Біографія
Її мати померла при пологах, у два роки Кароліна втратила і батька, який помер 1669-го. Виховувалася в Берліні в сім'ї родичів — родині курфюрста бранденбурзького. Вийшла заміж за маркграфа Людвіга (1666–1687) — молодшого сина від першого шлюбу курфюрста Бранденбурзького Фрідріха Вільгельма.
Після смерті чоловіка 1687 року почав реалізовуватись план одруження королевича Польщі Якуба Людвіка Собеського з нею. 1688 року він відвідав її в Берліні, було укладено заручини. Однак невдовзі — в 1688 році — стала дружиною курфюста пфальц-нойбурзького Карла III Філіпа. Жила в Берліні, потім у Гайдельберзі.
Після смерті батька отримала у спадок великі володіння в Литві та Білорусі. Завдяки її коштам в Слуцьку діяла друкарня. Значні кошти виділялися для Слуцьких православних церков і монастиря. На її кошти (12 стипендій) навчалися в університеті Кенігсберга вихідці з білоруських кальвіністських сімей. Грошовою підтримкою для продовження навчання в Берліні, Оксфорді, Франкфурті-на-Майні користувалися також випускники Слуцької кальвіністської гімназії.

## Родина
Чоловік — Людвіг Бранденбурзький (1666–1687)
Діти: не було
Чоловік — Карл III Філіпп, курфюрст Пфальцький
Діти:
- Леопольдіна Елеонора Жозефіна (27 грудня 1689 — 8 березня 1693).
- Марія Анна (7 грудня 1690–1692).
- Єлизавета Нойбурзька (17 березня 1693 — 30 січня 1728).
- син (22 березня 1695).